# Paubrasilia echinata
El brasil (Caesalpinia echinata Lam.; echinata significa "espinós") és un arbre lleguminós natiu de la Mata Atlàntica al Brasil (Pau-brasil). El seu nom en llengua tupí és «ibira pitanga» (fusta vermella). Quan els exploradors portuguesos van trobar aquests arbres al litoral d'Amèrica del Sud en van dir pau-brasil per designar-los. Pau vol dir "pal" (o, per metonímia, "fusta" en general), i brasil es diu que prové de la paraula brasa. La fusta del brasil té un fort to vermell com les brases. Pau-brasil també descriu altres espècies d'arbres que donen un tint vermell. La fusta d'aquests arbres s'exportava en grans quantitats i van acabar donant el nom del país, Brasil. Per a fer arcs d'instruments musicals també es diuen "Brazilwood" altres espècies com Tabebuia impetiginosa, Manilkara bidentata i Haematoxylum brasiletto. La de Caesalpinia echinata és la més apreciada i més cara entre aquestes espècies i en anglès se'n diu "Pernambuco wood" per als instruments musicals.

## Morfologia
El brasil fa fins a 15 m d'alt, l'escorça és de color marró fosc i a trossos que deixen veure el seu interior de color vermell-sang. Les fulles són pinnades i tenen de 9 a 19 folíols de forma oblonga. Les inflorescències tenen de 15 a 25 flors que són perfumades, i poden ser pol·linitzades per abelles. Els fruits són tavelles de forma oval d'uns 7 cm de llargada. Les branques, fulles i fruits tenen petites espines.
El duramen del brasil és de color roig-taronja que es fa brillant i és la fusta triada per a fer els arcs dels instruments musicals de corda. A més, la seva fusta també forneix un tint vermell (brazilina) que s'oxida en brazileïna.

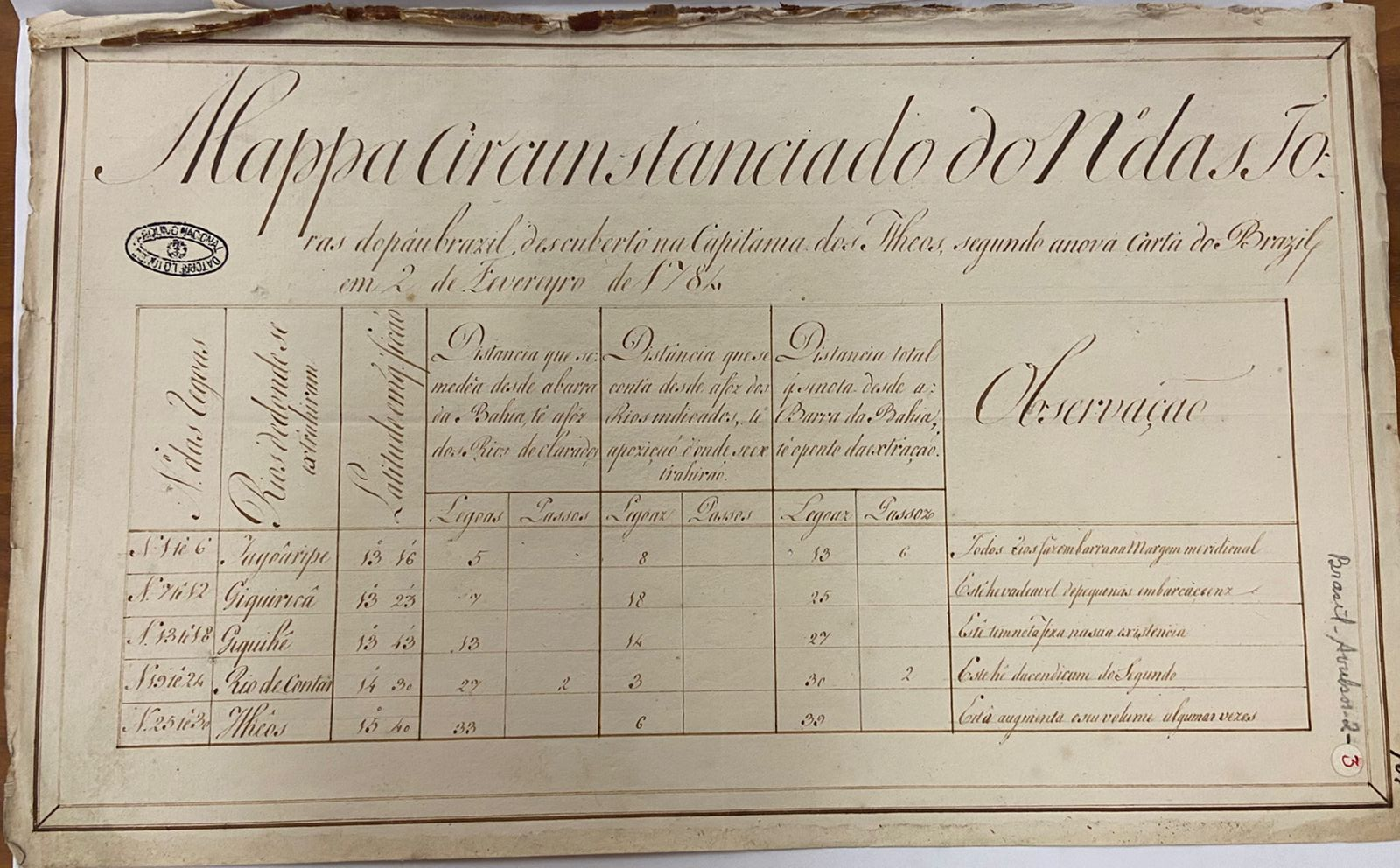
Mapa del nombre de troncs de fusta descoberts a la Capitania d'Ilhéus.